# Вели Бргуд
Вели Бргуд је насељено место у саставу општине Матуљи у Приморско-горанској жупанији, Република Хрватска.

## Историја
До територијалне реорганизације у Хрватској налазио се у саставу старе општине Опатија.

## Становништво
На попису становништва 2011. године, Вели Бргуд је имао 485 становника.

## Попис1991.
На попису становништва 1991. године, насељено место Вели Бргуд је имало 468 становника, следећег националног састава:
| Попис 1991.‍  | Попис 1991.‍  | Попис 1991.‍ | Попис 1991.‍ | Попис 1991.‍ |
| ------------ | ------------ | ----------- | ----------- | ----------- |
|              |              |             |             |             |
| Хрвати       | Хрвати       |             | 425         | 90,81%      |
| Словенци     | Словенци     |             | 23          | 4,91%       |
| Муслимани    | Муслимани    |             | 4           | 0,85%       |
| Срби         | Срби         |             | 4           | 0,85%       |
| Италијани    | Италијани    |             | 2           | 0,42%       |
| Југословени  | Југословени  |             | 2           | 0,42%       |
| Албанци      | Албанци      |             | 1           | 0,21%       |
| Пољаци       | Пољаци       |             | 1           | 0,21%       |
| неопредељени | неопредељени |             | 1           | 0,21%       |
| регион. опр. | регион. опр. |             | 5           | 1,06%       |
| укупно: 468  |              |             |             |             |